# Michael V. Fox
Michael V. Fox (* 9. prosince 1940) je americký biblista a přední znalec mudroslovné biblické literatury. Studoval na Hebrejské univerzitě v Jeruzalémě a do svého odchodu do důchodu v roce 2010 působil na univerzitě Wisconsin-Madison se sídlem v Madisonu ve státě Wisconsin.
Ve svém bádání se věnuje starozákonní knize Píseň písní, egyptským milostným písním a dále biblickým knihám Ester, Kazatel a Přísloví. Zejména knize Přísloví věnoval několik odborných komentářů a studií, v poslední době např. publikaci Proverbs: An Eclectic Edition with Introduction and Textual Commentary (2015) v nové řadě kritické edice Hebrejské Bible.